# Narciso Soldan
Pour les articles homonymes, voir Soldan.
Narciso Soldan  est un footballeur italien né le 11 décembre 1927 à Nervesa della Battaglia et mort le 31 juillet 1987 à Conegliano. Il évoluait au poste de gardien de but.

## Biographie

### En club
Après un passage à Nervesa, Narciso Soldan retourne jouer pour l'US Vittorio Veneto de 1947 à 1949.
De 1949 à 1951, il est gardien de but de l'Inter Milan,.
En 1951, Narciso Soldan rejoint le CC Catane,.
Lors de la saison 1953-1954, Narciso Soldan garde les cages du Torino,.
Après son passage au Torino, il représente pendant deux saisons l'US Triestina,.
En 1956, il est transféré à l'AC Milan,.
Avec les Rosoneri, il est sacré Champion d'Italie à deux reprises en 1957 et en 1959. Il dispute notamment la place de titulaire avec Lorenzo Buffon.
Lors de la campagne de Coupe des clubs champions en 1957-1958, Narciso Soldan dispute trois matchs dont la finale perdue contre le Real Madrid 2-3.
En 1959, il revient au Torino. Soldan quitte le club après deux saisons avec les Turinois.
Il raccroche les crampons après la saison 1961-1962 avec l'AC Trévise.

## Palmarès
| AC Milan - Championnat d'Italie (2) : - Champion : 1956-57 et 1958-59. - Coupe des clubs champions : - Finaliste : 1957-58. |  | Torino FC - Championnat d'Italie D2 (1) : - Champion : 1959-60. |